# Berek
Berek är en ort i Bosnien och Hercegovina.   Den ligger i entiteten Republika Srpska, i den norra delen av landet, 150 kilometer nordväst om huvudstaden Sarajevo. Berek ligger 105 meter över havet och antalet invånare är 432.
Terrängen runt Berek är platt, och sluttar norrut.Närmaste större samhälle är Bosanska Gradiška, 19,7 kilometer norr om Berek. 
Trakten runt Berek består till största delen av jordbruksmark. Runt Berek är det ganska tätbefolkat, med 67 invånare per kvadratkilometer.